# Zin Mar Aung
Zin Mar Aung, (burmesiska: ဇင်မာအောင်), född 1976, är en burmesisk politiker och aktivist från Myanmar.
Zin Mar Aung engagerade sig för kvinnors rättigheter och demokratifrågor i Myanmar (tidigare Burma) och fängslades i slutet av 90-talet. Efter elva år i fängelse fortsatte hon sitt arbete med frågor som samhällsutveckling, miljö och kvinnors rättigheter men blev i och med militärkuppen i Myanmar 2021 avsatt från sin post i parlamentet.
2012 tilldelades hon International Women of Courage Award.